# Liste von ehemaligen Eisenbahngesellschaften im Vereinigten Königreich
Dieser Artikel führt alle ehemaligen Eisenbahngesellschaften im Vereinigten Königreich auf, die vor der Privatisierung des britischen Eisenbahnwesens im Jahr 1994 bestanden. 
Für die heutigen Gesellschaften, siehe Liste von Eisenbahngesellschaften im Vereinigten Königreich. Für die ehemaligen Eisenbahngesellschaften in Irland und Nordirland, siehe Liste irischer Eisenbahngesellschaften.

## Staatlich
British Rail entstand 1948 bei der Verstaatlichung der vier großen privaten Eisenbahngesellschaften des Landes, den so genannten „Big Four“ und wurde zwischen 1994 und 1997 schrittweise privatisiert und aufgelöst.

## The Big Four
Mit dem Railways Act 1921 wurden die meisten Eisenbahngesellschaften in Großbritannien (und einige in Nordirland) zu vier Gesellschaften vereinigt, „The Big Four“ (die großen Vier) genannt. Diese Maßnahme trat am 1. Januar 1923 in Kraft. In Klammern sind die Streckenlängen der einzelnen Gesellschaften zu diesem Zeitpunkt angegeben.

### Great Western Railway
Sieben Gesellschaften, zusätzlich 26 Tochtergesellschaften (fett) oder Betriebsgemeinschaften mit einer Gesamtstreckenlänge von 745 km
- Great Western Railway (1835, 4832 km)
  - Abbotsbury Railway (1877–1896)
  - Abingdon Railway (1855–1904)
  - Alcester Railway (1872–1883)
  - Avon and Gloucestershire Railway (1828–1865)
  - Bala and Dolgelly Railway (1862–1877)
  - Bala and Festiniog Railway (1873–1910)
    - Festiniog and Blaenau Railway (1862–1883)

  - Banbury and Cheltenham Direct Railway (1873–1897)
  - Berkshire and Hampshire Railway (1845–1846) „Berks and Hants Railway“
  - Berkshire and Hampshire Extension Railway (1859–1882)
  - Birmingham and Henley-in-Arden Railway (1888–1900)
    - Henley-in-Arden and Great Western Junction Railway (1873–1888)

  - Birmingham, North Warwickshire and Stratford-upon-Avon Railway (1894–1900)
  - Birmingham and Oxford Junction Railway (1846–1848)
    - Birmingham, Wolverhampton and Dudley Railway (1846–1848)

  - Bourton-on-the-Water Railway (1860–1874)
  - Brecon and Merthyr Tydfil Junction Railway (1859–1922)
  - Bridport Railway (1855–1901)
  - Bristol and Exeter Railway (1836–1876)
    - Chard and Taunton Railway (1861–1863)
    - Cheddar Valley and Yatton Railway (1865–1876)
    - Exe Valley Railway (1874–1875)

  - Bristol Harbour Railway (1866–1876)
  - Bristol and Portishead Pier and Railway (1863–1884)
  - Bristol and South Wales Union Railway (1857–1868)
  - Briton Ferry Floating Dock and Railway (1851–1873)
  - Burry Port and Gwendreath Valley Railway (1866–1922)
    - Kidwelly and Burry Port Railway (1865–1866)

  - Calne Railway (1860–1892)
  - Carmarthen and Cardigan Railway (1854–1881)
  - Cheltenham and Great Western Union Railway (1836–1844)
  - Cleobury Mortimer and Ditton Priors Light Railway (1901–1922)
  - Coleford Railway (1872–1884)
  - Coleford, Monmouth, Usk and Pontypool Railway (1853–1881)
    - Monmouth Railway (1810–1853)

  - Cornwall Minerals Railway (1873–1896)
    - Lostwithiel and Fowey Railway (1862–1892)
    - Newquay and Cornwall Junction Railway (1864–1874)
    - Treffry Estates Tramway (Newquay Railway, Par Tramway)

  - Cornwall Railway (1846–1889)
  - Corris Railway (1864–1930)
    - Corris, Machynlleth and River Dovey Tramroad (1858–1864)

  - Corwen and Bala Railway (1862–1896)
  - Culm Valley Light Railway (1873–1880)
  - Devon and Somerset Railway (1864–1901)
  - Didcot, Newbury and Southampton Railway (1873–1922)
  - East Gloucestershire Railway (1862–1890)
  - East Somerset Railway (1856–1874)
  - East Usk Railway (1885–1892)
  - Ely and Clydach Valleys Railway (1873–1880)
  - Ely Valley Railway (1857–1903)
  - Exeter Railway (1898–1922)
    - Exeter, Teign Valley and Chagford Railway (1883–1898)

  - Faringdon Railway (1860–1886)
  - Forest of Dean Central Railway (1856–1922)
  - Gloucester and Dean Forest Railway (1846–1874)
  - Golden Valley Railway (1876–1899)
  - Great Marlow Railway (1868–1897)
  - Great Western and Brentford Railway (1855–1872)
  - Great Western and Uxbridge Railway (1846–1847)
  - Gwendraeth Valleys Railway (1866–1922)
  - Hall’s Tramroad (1805–1877)
  - Helston Railway (1880–1898)
  - Hereford, Ross and Gloucester Railway (1851–1862)
  - Kingsbridge and Salcombe Railway (1882–1888)
  - Kington and Eardisley Railway (1862–1897)
    - Kington Tramway (1818–1862)

  - Lambourn Valley Light Railway (1898–1905)
  - Lampeter, Aberayron and New Quay Light Railway (1906–1922)
  - Leominster and Bromyard Railway (1874–1888)
  - Leominster and Kington Railway (1854–1898)
  - Liskeard and Caradon Railway (1843–1909)
  - Liskeard and Looe Railway (1858–1922)
  - Llanelly Railway and Dock (1828–1889)
  - Llanelly and Mynydd Mawr Railway (1875–1922)
    - Carmarthenshire Railway (1802–1844)

  - Llangollen and Corwen Railway (1860–1896)
  - Llynvi and Ogmore Railway (1866–1883)
    - Cardiff and Ogmore Railway (1873–1876)
    - Ogmore Valley Railways (1863–1866)
      - Ely Valley Extension Railway (1863–1865)

    - Llynvi Valley Railway (1846–1866)
      - Bridgend Railway (1828–1854)
      - Dyffryn Llynfi and Porthcawl Railway (1825–1847)

  - Malmesbury Railway (1872–1880)
  - Manchester and Milford Railway (1860–1911)
  - Marlborough Railway (1861–1896)
  - Midland and South Western Junction Railway (1884–1922)
    - Marlborough and Grafton Railway (1896–1899)

  - Milford Railway (1856–1896)
  - Minehead Railway (1871–1897)
  - Mitcheldean Road and Forest of Dean Junction Railway (1871–1880)
  - Monmouthshire Railway and Canal (1845–1880)
    - Blaenavon Tramroad (1792–1845)

  - Much Wenlock and Severn Junction Railway (1862–1896)
  - Nantwich and Market Drayton Railway (1861–1897)
  - Neath and Brecon Railway (1864–1921)
    - Dulas Valley Mineral Railway (1862–1864)

  - Newent Railway (1873–1892)
  - North Pembrokeshire and Fishguard Railway (1884–1898)
    - Narberth Road and Maenclochog Railway (1872–1884)
    - Rosebush and Fishguard Railway (1881–1884)

  - Oldbury Railway (1881–1894)
    - Dudley and Oldbury Junction Railway (1873–1881)

  - Port Talbot Railway and Docks
    - Cefn and Pyle Railway (1798–1896)
    - South Wales Mineral Railway

  - Princeton Railway
  - Rhondda and Swansea Bay Railway
  - Ross and Monmouth Railway
  - Shrewsbury and Birmingham Railway
  - Shrewsbury and Chester Railway
    - North Wales Mineral Railway (1844–1846)

  - South Devon Railway
    - Buckfastleigh, Totnes and South Devon Railway (1864–1897)
    - Dartmouth and Torbay Railway (1857–1866)
    - Launceston and South Devon Railway (1862–1869)
    - Moretonhampstead and South Devon Railway (1862–1872)
    - South Devon and Tavistock Railway

  - South Wales Railway
    - Forest of Dean Railway (1826–1847)
      - Bullo Pill Tramway (1806–1826)

  - Teign Valley Railway
  - Vale of Neath Railway
    - Aberdare Valley Railway (1855–1864)

  - West Cornwall Railway
    - Hayle Railway (1834–1846)

  - West Midland Railway, gebildet aus
    - Newport, Abergavenny and Hereford Railway (1846–1860)
      - Grosmont Railway (1812–1846)
      - Hereford Railway (1826–1846)
      - Llanvihangel Railway (1811–1846)

    - Oxford, Worcester and Wolverhampton Railway
      - Chipping Norton Railway (1854–1859)

    - Worcester and Hereford Railway

  - West Somerset Railway
  - Wiltshire, Somerset and Weymouth Railway
  - Wycombe Railway
- Alexandra (Newport and South Wales) Docks and Railway (1882–1922)
  - Alexandra (Newport) Docks Company (1865–1882; 17 km)
  - Pontypridd, Caerphilly and Newport Railway (1878–1882)
- Barry Railway (1891–1922, 109 km)
  - Barry Dock and Railway (1865–1891)
  - Vale of Glamorgan Railway
- Cambrian Railways (1864–1922, 475 km)
  - Aberystwith and Welsh Coast Railway (1861–1866)
  - Llanidloes and Newtown Railway (1859–1864)
  - Mawddwy Railway (1865–1923)
  - Mid-Wales Railway (1859–1904)
  - Newtown and Machynlleth Railway (1857–1864)
  - Oswestry, Ellesmere and Whitchurch Railway
  - Oswestry and Newtown Railway
  - Tanat Valley Light Railway
  - Vale of Rheidol Railway
  - Van Railway
  - Welshpool and Llanfair Light Railway
  - Wrexham and Ellesmere Railway
- Cardiff Railway (1897–1922)
  - Bute Docks Company (1886–1897)
- Rhymney Railway (1854, 82 km)
- Taff Vale Railway (1836, 200 km)
  - Aberdare Railway (1845–1902)
  - Cowbridge Railway (1862–1889)
  - Cowbridge and Aberthaw Railway (1889–1894)
  - Dare Valley Railway (1863–1889)
  - Llantrisant and Taff Vale Junction Railway (1861–1889)
  - Penarth Extension Railway
  - Penarth Harbour, Dock and Railway

### London and North Eastern Railway
Sieben Hauptgesellschaften und drei kleinere Gesellschaften, zusätzlich 23 Tochtergesellschaften oder Betriebsgemeinschaften mit einer Gesamtstreckenlänge von 499 km
- Colne Valley and Halstead Railway (31 km)
- East and West Yorkshire Union Railway (15 km)
- Great Central Railway (1371 km)
  - Humber Commercial Railway and Dock
  - Manchester, Sheffield and Lincolnshire Railway, gebildet aus 
    - Sheffield, Ashton-under-Lyne and Manchester Railway
    - Sheffield and Lincolnshire Junction Railway
    - Great Grimsby & Sheffield Junction Railway
    - Grimsby Docks Company

  - Mansfield Railway
  - North Lindsey Light Railway
  - Seaforth and Sefton Junction Railway
  - Sheffield District Railway
  - South Yorkshire Railway
  - Wigan Junction Railway
  - Wrexham, Mold and Connah's Quay Railway
  - North Wales and Liverpool Railway
  - Liverpool, St Helens and South Lancashire Railway
- Mid-Suffolk Light Railway (31 km)
- Great Eastern Railway (1862, 1916 km)
  - Eastern Counties Railway
  -  London and Blackwall Railway
  - Northern and Eastern Railway
  - Norfolk Railway
  - Harwich Railway
  - East Anglian Railway
  - East Suffolk Railway
- Great Northern Railway (1846, 1690 km)
  - Direct Northern Railway
  - East Lincolnshire Railway
  - Edgware, Highgate and London Railway
  - Horncastle Railway
  - London and York Railway
  - Nottingham and Grantham Railway and Canal
  - Nottingham Suburban Railway
  - Stamford and Essendine Railway
- Hull and Barnsley Railway (171 km)
  - South Yorkshire Junction Railway
- North Eastern Railway (1854, 2826 km)
  - Brackenhill Light Railway
  - Blyth and Tyne Railway
  - Forcett Railway
  - Great North of England, Clarence and Hartlepool Junction Railway
  - Newcastle and Carlisle Railway
  - Stockton and Darlington Railway
  - York, Newcastle and Berwick Railway
  - York and North Midland Railway
- Great North of Scotland Railway (1846, 538 km)
  - Aberdeen and Turriff Railway
  - Aboyne and Braemar Railway
  - Alford Valley Railway
  - Banffshire Railway
  - Banff, Macduff and Turriff Extension Railway
  - Banff, Portsoy and Strathisla Railway
  - Deeside Railway
  - Deeside Extension Railway
  - Formartine and Buchan Railway
  - Inverurie and Old Meldrum Railway
  - Keith and Dufftown Railway
  - Morayshire Railway
  - Strathspey Railway
- North British Railway (1844, 2216 km)
  - Edinburgh and Bathgate Railway
  - Edinburgh and Dalkeith Railway
  - Edinburgh Suburban and Southside Junction Railway
  - Forth and Clyde Junction Railway
  - Gifford and Garvald Railway
  - Invergarry and Fort Augustus Railway
  - Kilsyth and Bonnybridge Railway
  - Lauder Light Railway
  - Monkland and Kirkintilloch Railway
  - Newburgh and North Fife Railway

- Midland and Great Northern Joint Railway (Gemeinsames Unternehmen von MR und GNR, zum 1. Oktober 1936 vollständig zur LNER)
- Nottingham Joint Station Committee gemeinsamer Betrieb des Bahnhofes Nottingham Victoria durch GCR & GNR
- West Riding Railway Committee gemeinsamer Betrieb der West Riding and Grimsby Joint Railway durch GCR & GNR

### London, Midland and Scottish Railway
Zehn Hauptgesellschaften, sieben kleinere Gesellschaften und zusätzlich 19 Tochtergesellschaften oder Betriebsgemeinschaften mit einer Gesamtstreckenlänge von 915 km
- London and North Western Railway (1846 gebildet aus 45 unabhängigen Gesellschaften, 4289 km)
  - Charnwood Forest Railway (17 km)
  - Chester and Holyhead Railway
  - Cromford and High Peak Railway
  - Dearne Valley Railway (34 km)
  - Grand Junction Railway
    - Chester and Crewe Railway
    - Liverpool and Manchester Railway

  - Kendal and Windermere Railway
  - Lancaster and Carlisle Railway
  - London and Birmingham Railway
  - Harborne Railway (4 km)
  - Manchester and Birmingham Railway
  - Mold and Denbigh Junction Railway (24 km)
  - Shropshire Union Railways and Canal Company (47 km, teilweise gemeinsam mit der Great Western Railway)
  - Watford and Rickmansworth Railway
- Lancashire and Yorkshire Railway (1847-Fusion bereits am 1. Januar 1922)
  - Preston and Wyre Railway
  - Liverpool and Bury Railway
  - Manchester and Leeds Railway
  - Manchester and Bolton Railway
  - Ashton, Stalybridge & Liverpool Junction Railway
  - Liverpool and Bury Railway
  - East Lancashire Railway
  - Wakefield, Pontefract and Goole Railway
- Furness Railway (1846, 254 km)
  - Ulverston and Lancaster Railway
  - Coniston Railway
- Midland Railway (1844, 3490 km)
  - Birmingham and Derby Junction Railway
  - Birmingham and Gloucester Railway
  - Leeds and Bradford Railway
  - Leeds and Bradford Extention Railway
  - Leicester and Swannington Railway
  - London, Tilbury and Southend Railway (1862)
  - North Midland Railway
  - North Western Railway
    - Morecambe Harbour and Railway

  - Northern Counties Committee (427 km auf Irland)
  - Midland Counties Railway
  - Midland and South Western Junction Railway
  - Sheffield and Rotherham Railway
  - Sheffield, Rotherham, Barnsley, Wakefield, Huddersfield and Goole Railway
  - Tottenham and Forest Gate Railway (10 km)
  - Yorkshire Dales Railway (14 km)
- North Staffordshire Railway (355 km)
  - Leek and Manifold Valley Light Railway (13 km, Schmalspur)
- Caledonian Railway (1792 km)
  - Arbroath and Forfar Railway (24 km)
  - Brechin and Edzell District Railway (10 km)
  - Callander and Oban Railway (161 km)
  - Cathcart District Railway
  - Dundee and Newtyle Railway (23 km)
  - Glasgow, Garnkirk and Coatbridge Railway
  - Killin Railway (8 km)
  - Lanarkshire and Ayrshire Railway (58 km)
  - Scottish Central Railway
  - Scottish North Eastern Railway
  - Solway Junction Railway (20 km)
  - Wishaw and Coltness Railway
- Glasgow and South Western Railway (1850, 793 km)
  - Kilmarnock and Troon Railway
  - Glasgow and Ayr Railway
  - Ardrossan Railway
- Highland Railway (1865, 814 km)
  - Dingwall and Skye Railway
  - Dornoch Light Railway (12 km)
  - Duke of Sutherland's Railway
  - Findhorn Railway
  - Inverness and Aberdeen Junction Railway
  - Inverness and Nairn Railway
  - Inverness and Perth Junction Railway
  - Inverness and Ross-shire Railway
  - Nairn and Keith Railway
  - Perth and Dunkeld Railway
  - Sutherland Railway
  - Sutherland and Caithness Railway
  - Wick and Lybster Light Railway (22 km)
- Cleator and Workington Junction Railway (49 km)
- Cockermouth, Keswick and Penrith Railway (49 km)
- Knott End Railway (19 km)
- Maryport and Carlisle Railway (1845)
- North London Railway (26 km)
- Stratford-upon-Avon and Midland Junction Railway (109 km)
- Wirral Railway (22 km)

Gesellschaften im gemeinsamen Besitz von Bahngesellschaften:
- mehrere Teilhaber:
  - North and South Western Junction Railway (8 km, gemeinsamer Besitz von L&NWR, NLR und MR)
  - Portpatrick and Wigtownshire Joint Railway (132 km, gemeinsamer Besitz von L&NWR, MR, CR und G&SWR)
  - Carlisle Citadel Station and Goods Traffic Joint Committees

- LNWR und MR:
  - Ashby and Nuneaton Railway (47 km)
  - Enderby Railway (4 km)

- LNWR und L&YR:
  - Lancashire and Yorkshire and Lancashire Union Joint Railway (21 km)
  - North Union Railway (10 km)
  - Preston and Longridge Railway (13 km)
  - Preston and Wyre Railway (74 km)

- FR und MR:
  - Furness and Midland Railway (16 km)

- FR und LNWR:
  - Whitehaven, Cleator and Egremont Joint Railway (56 km)

- CalR und G&SWR:
  - Glasgow, Barrhead and Kilmarnock Joint Railway (48 km)
  - Glasgow and Paisley Joint Railway (23 km)

### Southern Railway
Vier Hauptgesellschaften, vier weitere kleinere Gesellschaften und zehn Tochtergesellschaften oder Betriebsgemeinschaften mit einer Gesamtstreckenlänge von 577 km
- London, Brighton and South Coast Railway (1846, 735 km)
  - Brighton and Dyke Railway (8 km)
  - Croydon Merstham and Godstone Railway
  - Hayling Railways (8 km)
  - London and Croydon Railway
  - London and Brighton Railway
  - Surrey Iron Railway

- London and South Western Railway (1840, 1641 km)
  - Bodmin and Wadebridge Railway
  - Bridgewater Railway (12 km)
  - Lee-on-the-Solent Railway (5 km)
  - London and Southampton Railway
  - Lymington Railway
  - North Cornwall Railway (84 km)
  - Plymouth and Dartmoor Railway (4 km)
  - Richmond Railway
  - Sidmouth Railway (13 km)
  - Southampton and Dorchester Railway
  - Staines, Wokingham and Woking Junction Railway
  - Windsor, Staines and South Western Railway

- South Eastern Railway (1836) und London, Chatham and Dover Railway (1025 km, mit der gemeinsamen Betriebsgesellschaft South Eastern and Chatham Railways' Managing Committee für die South Eastern and Chatham Railway)
  - Canterbury and Whitstable Railway
  - London and Greenwich Railway (6 km)
  - London, Chatham and Dover Railway (1859)
    - East Kent Railway

  - Mid Kent Railway (4 km)

- Freshwater, Yarmouth and Newport Railway (19 km)
- Isle of Wight Railway (24 km)
- Isle of Wight Central Railway (46 km)
- Plymouth, Devonport and South Western Junction Railway (50 km)

- Victoria Station and Pimlico Railway (gemeinsam gepachtet von B&SCR, LC&DR und GWR)

- Lynton and Barnstaple Railway (31 km; 1923 von SR übernommen, Schmalspur 597 mm)

Gesellschaften im gemeinsamen Besitz von Bahngesellschaften:
- SECR:
  - Croydon and Oxted Railway (20 km)
  - Dover and Deal Railway (14 km)
  - Tooting, Merton and Wimbledon Railway (9 km)

- LBSCR und LSWR:
  - Epsom and Leatherhead Railway (6 km)
  - Portsmouth and Ryde Railway (14 km)

- LBSCR und SECR:
  - Woodside and South Croydon Railway (4 km)

### Durch die Big Four gemeinsam betriebene Gesellschaften
Gemeinsam betrieben von LNER, SR, Metropolitan und Metropolitan District
- East London Railway

Gemeinsam betrieben von LNER und LMS:
- Axholme Joint Railway (45 km)
- Cheshire Lines Committee (229 km)
- Dumbarton and Balloch Railway (11 km, inkl. Schifffahrt auf dem Loch Lomond)
- Dundee and Arbroath Railway (37 km)
- Great Central and Midland Joint Railway (65 km)
- Great Central, Hull & Barnsley and Midland Joint Railway (6 km)
- Great Central and North Staffordshire Joint Railway (18 km)
- Great Northern and London and North Western Joint Railway (72 km)
- Halifax and Ovenden Railway (4 km)
- Halifax High Level (5 km)
- Manchester South Junction and Altrincham Railway (15 km)
- Methley Joint Line (10 km)
- Midland and Great Northern Joint Railway (295 km, bis 1936 dann zur LNER)
- Norfolk and Suffolk Joint Committee (36 km)
- Oldham, Ashton and Guide Bridge Railway (10 km)
- Otley and Ilkley Railway (10 km)
- Perth General Station Committee
- Prince’s Dock, Glasgow (2 km)
- South Yorkshire Joint Railway (33 km)
- Swinton and Knottingley Railway (31 km)
- Tottenham and Hampstead Railway (8 km)

Gemeinsam betrieben von GWR und LMS:
- Birkenhead Railway (91 km)
- Brecon and Merthyr Railway and London and North Western Joint Railway (10 km)
- Brynmawr and Western Valleys Railway (2 km)
- Clee Hill Railway (10 km)
- Clifton Extension Railway (14 km)
- Halesowen Railway (10 km)
- Nantybwch and Rhymney Railway (5 km)
- Quaker’s Yard and Merthyr Railway (10 km)
- Severn and Wye Railway (63 km)
- Shrewsbury and Hereford Railway (133 km)
- Taff Bargoed Railway (18 km)
- Tenbury Railway (8 km)
- Vale of Towy Railway (18 km)
- West London Railway (4 km)
- Wrexham and Minera Railway (5 km)

Gemeinsam betrieben von SR und LMS:
- Somerset and Dorset Joint Railway (169 km)

Gemeinsam betrieben von Metropolitan District und LMS:
- Whitechapel & Bow Railway (3 km)

Gemeinsam betrieben von GWR und SR:
- Easton and Church Hope Railway (6 km)
- Weymouth and Portland Railway (9 km)

Gemeinsam betrieben von SR, GWR und LMS:
- West London Extension Railway (8 km)

## Bahngesellschaften die nicht zu den Big Four kamen
Nachfolgend sind Bahngesellschaften aufgelistet, die vor der Konzentration im Jahr 1923 bestanden. In Klammern steht jeweils das Gründungsjahr.

### London Passenger Transport Board Constituents
- Metropolitan Railway (1854)
- Metropolitan District Railway (1864)

### Weitere Gesellschaften
- Bideford, Westward Ho! and Appledore Railway (1901–1917)
- Glasgow Subway (1896)
- Liverpool Overhead Railway (1893–1956)
- Pentewan Railway (1829)
- Rowrah and Kelton Fell Railway (1874–1933)
- Redruth and Chasewater Railway (1826)
- Wantage Tramway (1873–1945)
- West Somerset Mineral Railway (1855)